# 로베르토 알로마
로베르토 알로마 발라스케스(스페인어: Roberto  Alomar Velázquez, 1968년 2월 5일 ~ )는 푸에르토리코 출신의 전 메이저 리그 베이스볼 선수(1988 ~ 2004)로 2루수로 높이 여겨지고 있다. 자신의 경력 동안 12회 올스타로 야구 역사상 다른 아무 2루수보다 더 많은 골드 글러브 상(10)을 수상하고, 또한 2루수로서 3번째로 제일 많은 실버 슬러거 상을 수상하기도 하였다. 2011년 1월 5일 알로마는 적임의 두번째 해에 미국 야구 명예의 전당으로 헌액되었다. 그는 토론토 블루제이스의 선수로서 헌액되는 데 첫 명예의 전당 회원이 되었다. 현재 알로마는 블루제이스에 특별 조언자로 지내고 있다.
알로마는 우투양타였다. 그는 15년간 메이저 리그 베이스볼 경력과 함께 전 올스타 2루수 샌디 알로마 시니어의 아들이다. 그의 형 샌디 알로마 주니어는 메이저 리그 올스타 포수였고, 현재 클리블랜드 인디언스를 위한 1루 코치이다.

## 어린 시절
푸에르토리코의 폰세에서 태어나 살리나스에서 자라왔다. 산토스 "샌디" 알로마 시니어와 마리아 발라스케스의 아들인 알로마는 야구 집안에서 자라왓다. 그와 그의 형 샌디 주니어는 자신들의 부친의 메이저 리그 베이스볼 경력의 이유로 대부분 자신들의 모친에 의하여 자라왔다. 푸에르토리코에서 학교가 여름 동안 의식이 없을 때 형제는 클럽하우스 주위에 그들을 들러붙도록 한 부친에 가입하여 특히 서먼 먼슨과 그레이그 네틀스 같은 부친의 뉴욕 양키스 동료 선수들로부터 플라이볼을 쫓아가 잡고, 경기를 열중시켰다. 성장하면서 알로마는 자신의 부친과 호세 크루스 둘다를 우상화하였다.

## 경력

### 샌디에이고 파드리스
1985년 알로마는 17세의 나이로 샌디에이고 파드리스와 계약을 맺어 팀의 클래스 A 제휴팀 찰스턴 레인보우스에 가입하였다. 이듬해 리도에서 활약한 그는 .346의 평균과 함께 캘리포니아 리그 타구 챔피언십을 우승하였다.
알로마는 1988년 파드리스와 메이저 리그 베이스볼에 들어갔으며, 속도와 완고한 배트와 함께 최고의 외야수였다. 방어적으로 그는 최고의 측면의 범위와 강력한 팔을 표명하여 가끔 1루와 2루 사이에 구덩이 깊게 그라운드 볼을 치는 데 눈부신 활약들을 이루었다. 그는 1990년 내셔널 리그를 위한 예비 선수로서 처음으로 올스타 선수였다.

### 토론토 블루제이스
1990년 12월 5일 알로마와 조 카터는 프레드 맥그리프와 토니 페르난데스를 위한 교환에서 토론토 블루제이스로 이적되었다. 그 일은 그가 1위의 공격적 2루수로 개발하여 윗자리의 평균력과 본루들에 높은 끝내기 속도와 함께 .300 이상의 타구 평균을 합친 토론토에서 있었다. 1993년 알로마는 블루제이스와 함께 자신의 초고 시즌을 가졌으며, 동료 선수 존 올러루드와 폴 몰리터의 뒤로 3위인 .326 점을 타구하는 동안 17개의 홈런, 93개의 타점과 55개의 도루를 산출하였다. 그는 1992년과 1993년 블루제이스의 월드 시리즈에서 중앙적인 인물이었으며, 1992년 월드 시리즈의 6번째 경기에서 그는 11번째 이닝에서 데이브 윈필드의 2개의 득점 2루타에 시리즈를 우승하는 득점을 매겼다. 그해 아메리칸 리그 챔피언십 시리즈의 4번째 경기에서 오클랜드 애슬레틱스의 구원 투수 데니스 에커슬리에 알로마의 경기를 동점매긴 9번째 이닝 홈런은 블루제이스 역사상 가장 중요한 타구로서 많은이들에 의하여 숙고되었으며, 아메리칸 리그 챔피언십 시리즈로 팀의 이전 3개의 여행들이 실망에 끝나면서 그는 시리즈의 MVP로 임명되었다. 블루제이스와 함께 그의 5개 시즌의 각각에서 알로마는 올스타 팀에 있었고, 골드 글러브 상을 수상하였다. 블루제이스의 선수로서 그의 .307 타구 평균은 프랜차이즈 기록이고, 그는 3회의 "올해의 블루제이스 선수"(1991년, 1992년, 1995년)로 임명되었다.
2008년 3월 20일 토론토 블루제이스는 토론토의 로저스 센터에서 알로마가 우수의 수준으로 올라갈 것이라고 공고하여 조 카터, 토니 페르난데스, 조지 벨과 시토 개스턴 같은 블루제이스의 전설들에 가입하였다. 4월 4일 알로마의 이름과 등번호가 그해 홈 오픝 경기에 대비하여 팀 총장 폴 비스턴과 더불어 우수의 수준으로 추가되었다.
2011년 7월 19일 토론토 블루제이스는 미국 야구 명예의 전당으로 그의 공식적 헌액 이후 곧 알로마의 등번호 12를 영구 결번 시킨다고 공고하였다. 로베르토 알로마는 그해 7월 31일에 일어난 이 명예를 가지는 데 블루제이스 프랜차이즈 역사상 첫 선수이다. 알로마는 블루제이스의 일원으로서 명예의 전당으로 헌액되는 데 묘사된 첫 선수이다.

### 볼티모어 오리올스

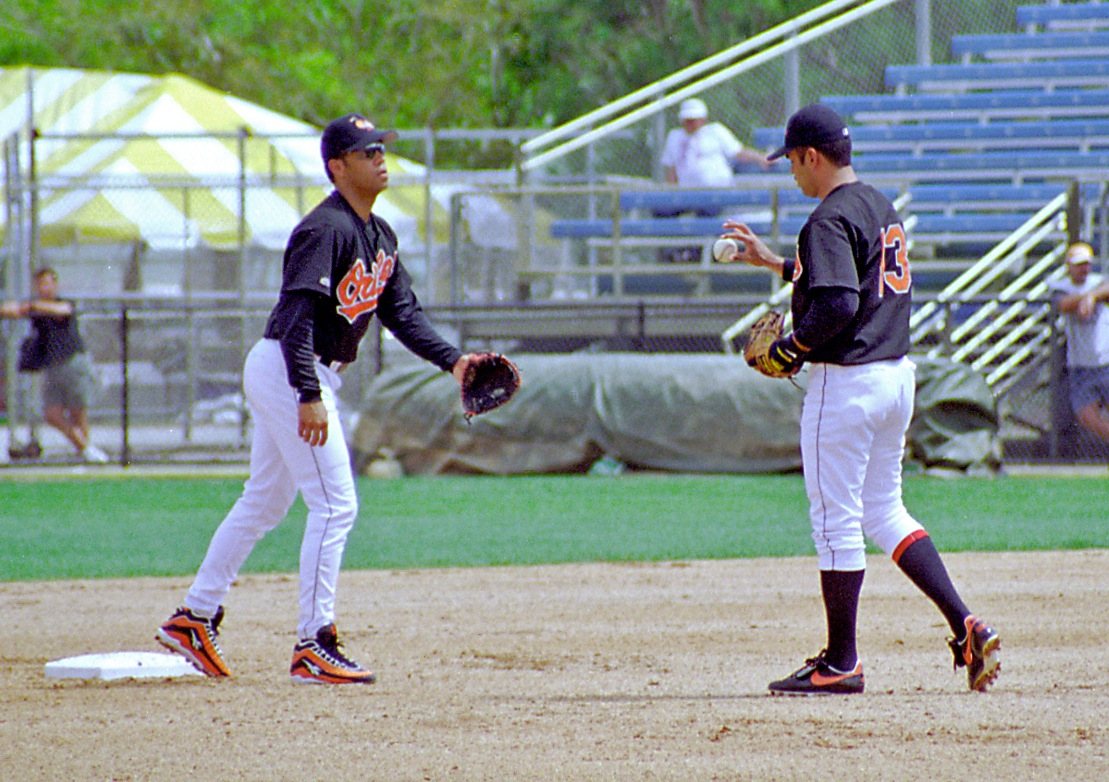
아지 기옌과 함께 (1998년)

1995년 알로마는 볼티모어가 페넌트를 다투는 팀으로 향상하고 있는 동안 토론토가 재건하는 데 감시할 당시 볼티모어 오리올스와 계약을 맺었다. 볼티모어에서 알로마는 무서운 병살 콤비를 형성하는 데 명예의 전당 헌액자 칼 립켄 주니어와 짝을 이루었다. 알로마는 오리올스가 1996년과 1997년 양년 아메리칸 리그 챔피언십 시리즈에서 패하였어도, 팀을 위하여 양년 플레이오프들에 나왔다.

#### 침 뱉은 사건
1996년 9월 27일 블루제이스를 상대로 경기가 열린 동안 알로마는 심판 존 허시벡과 3번째 스트라이크아웃으로 불린 것에 격한 말싸움으로 들어가 그의 얼굴에 침을 뱉었다. 그는 허시벡이 인종적 치욕을 발언하고, 허시벡이 아들 한명이 부신백질이영양증으로 사망한 이래 격심해 온 것은 물론 최근에 다른 것이 진단되어 왔다고 말하면서 자신을 방어하였다. 자신의 사적 생활의 이 공공적 폭로를 들은 허시벡은 선수들의 로커룸에서 알로마에 맞서면서 육체적으로 억제되어야 하였다.
알로마는 1997년 첫 5개의 정규 시즌을 위하여 출장 정지를 당하고, 5만 달러를 부신백질이영양증 연구에 기증하였다. 알로마와 허시벡은 공공적으로 자신들의 다른점을 진정시키고, 4월 22일 오리올스 경기가 열리기 전에 관중들 앞에서 본루에 서 악수를 하면서 서로 사과하였다.

### 클리블랜드 인디언스
1998년 11월 24일 알로마는 클리블랜드 인디언스와 4년 계약을 맺어 그의 형 샌디 주니어에 가입하였다. 그 일은 클리블랜드에게 알로마가 자신의 가장 좋은 시즌들 중에 2개를 가진 것이다. 1999년 그는 24개의 홈런, 120개의 타점과 37개의 도루와 함께 .323/.422/.533 점을 타구하였고, 2001년 20개의 홈런, 100개의 타점과 30개의 도루와 함께 .336/.415/.541 점을 타구하였다. 1999년 인디언스는 플레이오프들로 이루어 보스턴 레드삭스에게 아메리칸 리그 디비전 시리즈를 패하였고, 2001년 그들은 다시 플레이오프들로 이루었으나 아메리칸 리그 디비전 시리즈에서 시애틀 매리너스에게 패하였다. 알로마는 1999년 MVP 투표에서 3위를 하였다.
필드에서 알로마는 또다른 훌륭하게 꾸며진 중견 내야수 콤비를 형성하는 데 유격수 오마르 비스켈과 팀을 이루었다. 2000년 비스켈과 전부의 시즌 동안 3개만의 실책을 일으켜 전 인디언스의 내야수들은 34개의 실책을 일으켜 재작년에 뉴욕 메츠의 내야수들에 의하여 세워진 것보다 낮은 기록보다 겨우 하나 더였다. 비스켈, 알로마와 3루수 트래비스 프라이먼은 그 시즌에 골드 글러브 상을 수상하였으며, 비스켈-알로마 듀오는 최후적으로 함께 3연속 골드 글러브 상을 수상하여 동년에 이 업적을 이루는 데 8 쌍의 유격수-2루수 듀오들 중의 하나가 되었다.
알로마는 투수 빌리 트레이버와 외야수들 맷 로턴과 알렉스 에스코바르를 위하여 2002년 시즌 전에 메츠로 이적되었다.

### 마지막 세월들
2002년 알로마는 2루에서 방어적으로 못쓰게 된 동안 53개의 타점과 74개의 매긴 득점과 함께 .266/.331/.376 점만을 타구하였다. 메츠는 팀의 팬들과 대중매체의 더욱 위대한 정밀한 조사 아래에 놓이면서 어떤 것이 그의 위안의 부족에 귀착시킨 알로마의 평범한 활약에 의하여 당황되었다. 하지만 아메리칸 리그로, 2003년 시카고 화이트삭스로 중반 시즌의 매매마저 알로마의 의기 소침으로부터 그를 회복시킬 수 없었다. 거기에는 부러진 오른손과 2달간 장애자 명단에 놓인 것을 포함한 2004년 애리조나 다이아몬드백스와 함께 더욱 고통이 일어났다. 8월 5일 알로마는 화이트삭스로 돌아가 56개의 경기에서 겨우 .263/.321/.392 점을 타구하였다.
알로마는 2005년 시즌을 위하여 탬파베이 데블레이스와 함께 1년 계약으로 동의되었다. 하지만 3월 19일 자신의 등과 시력의 위기에 의하여 괴롭혀진 후, 그는 은퇴하기로 결정하였다.
17년 경력에서 알로마는 2,379개의 경기에서 201개의 홈런과 1,134개의 타점과 함께 .300/.371/.443 점의 타자였다. 은퇴 당시 그는 2,724개의 경력 안타와 함께 사상 51위에 있었다. 방어적으로 알로마는 2루에서 .984의 수비율을 공고하였다. 그는 4번이나 수비율(1992, 1995, 1999, 2001)에서 아메리칸 리그를 이끌었다.

## 명예의 전당 헌액

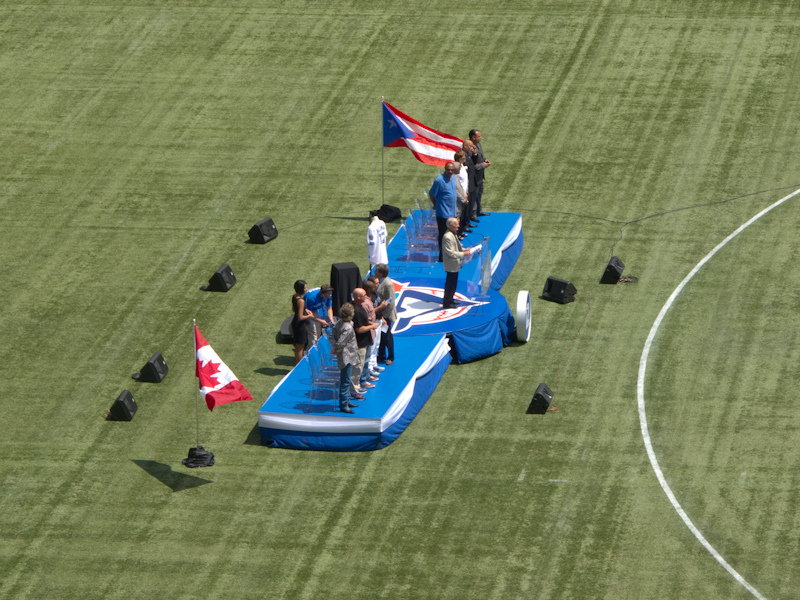
2011년 7월 31일 토론토에서 알로마의 미국 야구 명예의 전당으로 헌액을 위하여 그를 영예하는 기념식에서

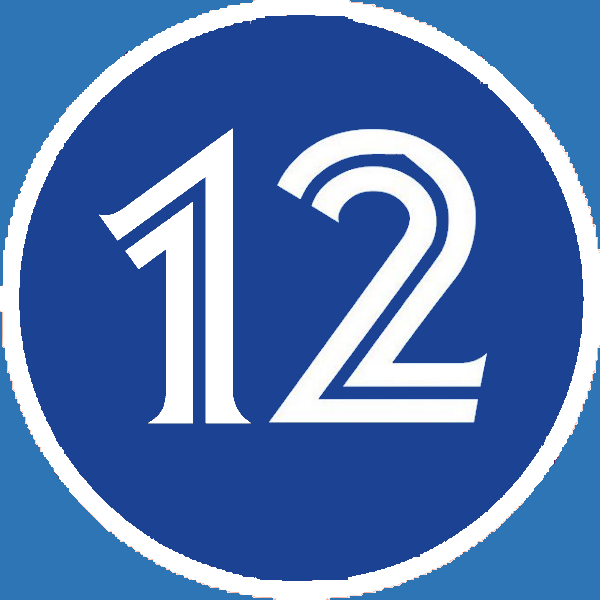
2011년 토론토 블루제이스에 의하여 영구 결번된 알로마의 등번호 12

2010년은 알로마의 명예의 전당 적격의 첫 해였으나 그는 8개의 투표에 의하여 헌액을 놓쳤다. 그의 투표의 73.7%는 선출되지 않고 비밀 투표에서 아무 선수의 첫 해에서 투표의 가장 높은 퍼센티지였다. 어떤 야구 작가들은 첫 비밀 투표에서 알로마가 들어가는 데 실패한 것에 충격을 표현하였으나 많은이들은 알로마의 형 샌디와 허시벡 자신을 포함한 1996년 존 허시벡과 침 뱉은 사건에 유감을 품은 스포츠 작가들에게 일보 직전에 귀착시켰다. 알로마는 투표의 90%와 함께 자신의 적격의 2번째 해에 미국 야구 명예의 전당으로 선출되었다. 그는 로베르토 클레멘테와 오를란도 세페다 후에 명예의 전당에서 3번째 푸에르토리코인이다. 2011년 7월 24일 알로마는 토론토 블루제이스의 일원으로서 뉴욕주 쿠퍼스타운에서 정식으로 야구 명예의 전당으로 헌액되었다.
2010년 6월 19일 알로마는 온타리오주 세인트메리스에서 캐나다 야구 명예의 전당으로 헌액되었다.
2011년 카리브해 시리즈는 카리브해 야구 명예의 전당으로 그의 헌액에 의하여 이어진 그에게 봉납되었다.
그의 등번호가 이미 블루제이스 우수의 수준에 놓여있음에 불구하고, 7월 31일 블루제이스는 공식으로 프랜차이즈 역사상 첫 영구 결번으로서 알로마의 등번호 12를 영구 결번시켰으나 뒷날 본인의 불미스러운 일 탓인지 해지됐다.
2015년 9월 24일 알로마는 토론토에서 온타리오주 스포츠 명예의 전당으로 헌액되었다.

## 수상
- 아메리칸 리그 챔피언십 MVP (1992)
- 12회 메이저 리그 베이스볼 올스타
- 메이저 리그 베이스볼 올스타 경기 MVP (1998)
- 10회 러울링 골드 글러브 상
- 4회 실버 슬러거 상

## 연도별 타격 성적
| 연 도      | 소 속      | 경 기 | 타 석 | 타 수 | 득 점 | 안 타 | 2 루 타 | 3 루 타 | 홈 런 | 루 타 | 타 점 | 도 루 | 도 루 자 | 희 생 번 | 희 생 플 | 볼 넷 | 고 4 | 사 구 | 삼 진 | 병 살 타 | 타 율 | 출 루 율 | 장 타 율 | O P S |
| ---------- | ---------- | ----- | ----- | ----- | ----- | ----- | ------- | ------- | ----- | ----- | ----- | ----- | -------- | -------- | -------- | ----- | ---- | ----- | ----- | -------- | ----- | -------- | -------- | ----- |
| 1988년     | SD         | 143   | 611   | 545   | 84    | 145   | 24      | 6       | 9     | 208   | 41    | 24    | 6        | 16       | 0        | 47    | 5    | 3     | 83    | 15       | .266  | .328     | .382     | .710  |
| 1989년     | SD         | 158   | 702   | 623   | 82    | 184   | 27      | 1       | 7     | 234   | 56    | 42    | 17       | 17       | 8        | 53    | 4    | 1     | 76    | 10       | .295  | .347     | .376     | .723  |
| 1990년     | SD         | 147   | 646   | 586   | 80    | 168   | 27      | 5       | 6     | 223   | 60    | 24    | 7        | 5        | 5        | 48    | 1    | 2     | 72    | 16       | .287  | .340     | .381     | .721  |
| 1991년     | TOR        | 161   | 719   | 637   | 88    | 188   | 41      | 11      | 9     | 278   | 69    | 53    | 11       | 16       | 5        | 57    | 3    | 4     | 86    | 5        | .295  | .354     | .436     | .790  |
| 1992년     | TOR        | 152   | 671   | 571   | 105   | 177   | 27      | 8       | 8     | 244   | 76    | 49    | 9        | 6        | 2        | 87    | 5    | 5     | 52    | 8        | .310  | .405     | .427     | .832  |
| 1993년     | TOR        | 153   | 683   | 589   | 109   | 192   | 35      | 6       | 17    | 290   | 93    | 55    | 15       | 4        | 5        | 80    | 5    | 5     | 67    | 13       | .326  | .408     | .492     | .900  |
| 1994년     | TOR        | 107   | 455   | 392   | 78    | 120   | 25      | 4       | 8     | 177   | 38    | 19    | 8        | 7        | 3        | 51    | 2    | 2     | 41    | 14       | .306  | .386     | .452     | .838  |
| 1995년     | TOR        | 130   | 577   | 517   | 71    | 155   | 24      | 7       | 13    | 232   | 66    | 30    | 3        | 6        | 7        | 47    | 3    | 0     | 45    | 16       | .300  | .354     | .449     | .803  |
| 1996년     | BAL        | 153   | 699   | 588   | 132   | 193   | 43      | 4       | 22    | 310   | 94    | 17    | 6        | 8        | 12       | 90    | 10   | 1     | 65    | 14       | .328  | .411     | .527     | .938  |
| 1997년     | BAL        | 112   | 469   | 412   | 64    | 137   | 23      | 2       | 14    | 206   | 60    | 9     | 3        | 7        | 7        | 40    | 2    | 3     | 43    | 10       | .333  | .390     | .500     | .890  |
| 1998년     | BAL        | 147   | 657   | 588   | 86    | 166   | 36      | 1       | 14    | 246   | 56    | 18    | 5        | 3        | 5        | 59    | 3    | 2     | 70    | 11       | .282  | .347     | .418     | .765  |
| 1999년     | CLE        | 159   | 694   | 563   | 138   | 182   | 40      | 3       | 24    | 300   | 120   | 37    | 6        | 12       | 13       | 99    | 3    | 7     | 96    | 13       | .323  | .422     | .533     | .955  |
| 2000년     | CLE        | 155   | 697   | 610   | 111   | 189   | 40      | 2       | 19    | 290   | 89    | 39    | 4        | 11       | 6        | 64    | 4    | 6     | 82    | 19       | .310  | .378     | .475     | .853  |
| 2001년     | CLE        | 157   | 677   | 575   | 113   | 193   | 34      | 12      | 20    | 311   | 100   | 30    | 6        | 9        | 9        | 80    | 5    | 4     | 71    | 9        | .336  | .415     | .541     | .956  |
| 2002년     | NYM        | 149   | 655   | 590   | 73    | 157   | 24      | 4       | 11    | 222   | 53    | 16    | 4        | 6        | 1        | 57    | 4    | 1     | 83    | 12       | .266  | .331     | .376     | .707  |
| 2003년     | NYM        | 73    | 302   | 263   | 34    | 69    | 17      | 1       | 2     | 94    | 22    | 6     | 0        | 4        | 4        | 29    | 2    | 2     | 40    | 8        | .262  | .336     | .357     | .693  |
| 2003년     | CWS        | 67    | 296   | 253   | 42    | 64    | 11      | 1       | 3     | 86    | 17    | 6     | 2        | 8        | 4        | 30    | 1    | 1     | 37    | 9        | .253  | .330     | .340     | .670  |
| '03계      |            | 140   | 598   | 516   | 76    | 133   | 28      | 2       | 5     | 180   | 39    | 12    | 2        | 12       | 8        | 59    | 3    | 3     | 77    | 17       | .258  | .333     | .349     | .682  |
| 2004년     | ARI        | 38    | 125   | 110   | 14    | 34    | 5       | 2       | 3     | 52    | 16    | 0     | 2        | 2        | 0        | 12    | 0    | 1     | 18    | 2        | .309  | .382     | .473     | .855  |
| 2004년     | CWS        | 18    | 65    | 61    | 4     | 11    | 1       | 0       | 1     | 15    | 8     | 0     | 0        | 1        | 1        | 2     | 0    | 0     | 13    | 2        | .180  | .203     | .246     | .449  |
| '04계      |            | 56    | 190   | 171   | 18    | 45    | 6       | 2       | 4     | 67    | 24    | 0     | 2        | 3        | 1        | 14    | 0    | 1     | 31    | 4        | .263  | .321     | .392     | .713  |
| 통산：17년 | 통산：17년 | 2379  | 10400 | 9073  | 1508  | 2724  | 504     | 80      | 210   | 4018  | 1134  | 474   | 114      | 148      | 97       | 1032  | 62   | 50    | 1140  | 206      | .300  | .371     | .443     | .814  |

- 각년도의 굵은 글씨는 리그 최고

1. ↑  김재호 특파원 (2021년 5월 1일). “로베르토 알로마, 성추문으로 자격 정지...토론토 구단도 '손절'”. MK스포츠. 2024년 3월 22일에 확인함.